# جریان ماداگاسکار شرقی

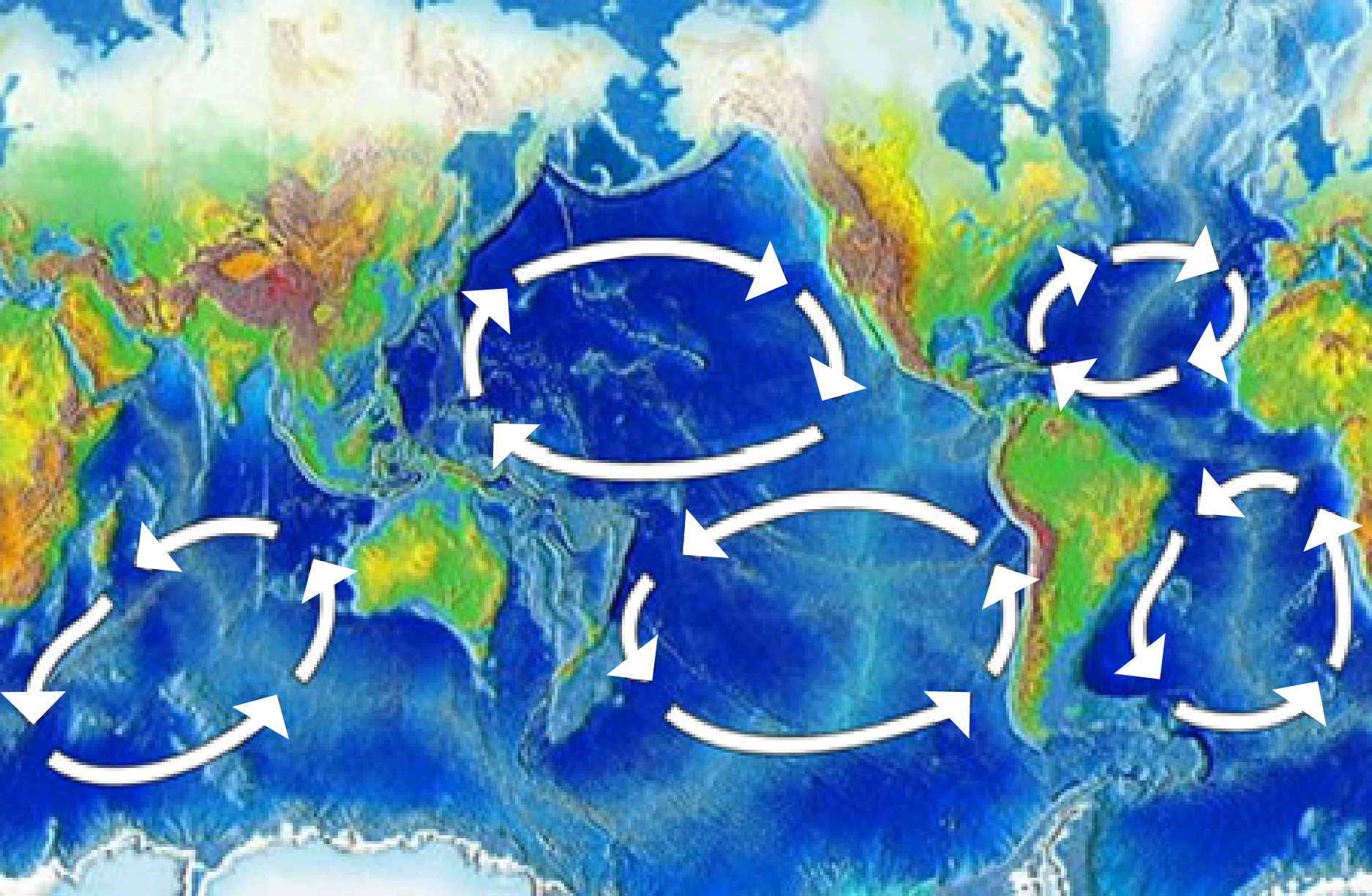
مسیر حرکت جریان ماداگاسکار شرقی بر روی نقشه

جریان ماداگاسکار شرقی (انگلیسی: East Madagascar Current) یک جریان اقیانوسی است که در نزدیکی ماداگاسکار جریان دارد. این جریان در شرق ماداگاسکار از عرض جغرافیایی ۲۰ درجه جنوبی به سمت جنوب تا حد جنوبی آن در دماغه سنت ماری جریان یافته و پس از آن جریان اگالس را تغدیه می‌کند.
جریان ماداگاسکار باعث پدید آمدن منطقه پرفشار شده و بر بادهای موسمی اقیانوس هند اثر می‌گذارد.